# دافيد سلطان
دافيد سلطان (بالعبرية: דוד סולטן) ـ (ولد بالقاهرة في 11 سبتمبر 1938) هو دبلوماسي ومستشرق إسرائيلي، عمل سفيرًا لإسرائيل لدى مصر وتركيا وكندا.

## مولده ونشأته وتعليمه
ولد سلطان في منطقة مصر الجديدة بالقاهرة في 11 سبتمبر 1938، وكان الأصغر بين إخوته. هاجر إلى إسرائيل مع أسرته في سبتمبر 1949 وعاشت الأسرة في جفعاتايم حيث تلقى سلطان تعليمه الأولي. جُند في أغسطس 1958 بسلاح المدفعية، ثم التحق سنة 1960 بالدراسة بالجامعة العبرية في القدس حيث حصل على درجة جامعية في الدراسات الإسلامية والعلوم السياسية، ثم على درجة الماجستير في تاريخ العالم الإسلامي والعلاقات الدولية.

## عمله بالخارجية الإسرائيلية
التحق سلطان سنة 1964 بالعمل في الخارجية الإسرائيلية، فعمل في البداية باحثًا في شؤون الشرق الأوسط، ثم أُوفد إلى الخارج للمرة الأولى سنة 1971 سكرتيرًا بالسفارة الإسرائيلية في كوت ديفوار، وبعد اندلاع حرب أكتوبر 1973 وقيام عدد من الدول الإفريقية ـ من بينها كوت ديفوار ـ بقطع العلاقات الدبلوماسية مع إسرائيل، نُقل سلطان إلى السفارة الإسرائيلية في لاهاي فعمل سكرتيرًا أول ثم مستشارًا بالسفارة حتى سنة 1979.
عمل سلطان للمرة الأولى في سفارة إسرائيل بالقاهرة سنة 1982، ثم شغل عدة مواقع دبلوماسية من بينها قنصل إسرائيل العام في ميلانو سنة 1985 ونائب رئيس قسم الشرق الأوسط بالخارجية الإسرائيلية سنة 1989 (وشارك بصفته هذه في مؤتمر مدريد للسلام)، قبل أن يُنقل إلى القاهرة سفيرًا لدى مصر بين عامي 1992 و1996، خلفًا لإفرايم دويك، وهو مصري المولد أيضًا، ثم نُقل سفيرًا لدى كندا بين عامي 1996 و 2000، ثم عضوًا بالبعثة الإسرائيلية لدى اللجنة الثالثة التي شكلتها الجمعية العامة للأمم المتحدة حول حقوق الإنسان سنة 2000، ثم عمل بين عامي 2001 و 2003 سفيرًا لإسرائيل في تركيا، وكان هذا آخر مناصبه الدبلوماسية قبل تقاعده سنة 2003.

## من مؤلفاته
- بين القاهرة وأورشليم: التطبيع بين إسرائيل والدول العربية ـ النموذج المصري (بالعبرية: בין קהיר לירושלים: הנורמליזציה בין מדינות ערב וישראל - הדוגמה המצרית): صدر عن المعهد الجامعي للدبلوماسية والتعاون الإقليمي بجامعة تل أبيب سنة 2007، ونُشرت ترجمته الإنجليزية في نفس العام، ثم تُرجم إلى العربية ونُشر في مصر سنة 2010.